# Gentiana tongolensis
Gentiana tongolensis är en gentianaväxtart som beskrevs av Adrien René Franchet. Gentiana tongolensis ingår i släktet gentianor, och familjen gentianaväxter. Inga underarter finns listade i Catalogue of Life.